# Карабаново (платформа)
Караба́ново — раздельный пункт на Большом кольце Московской железной дороги, расположен в одноимённом городе Александровского района Владимирской области. Входит в Московско-Курский центр организации работы железнодорожных станций ДЦС-1 Московской дирекции управления движением. По основному характеру работы формально является промежуточной станцией, фактически — путевым постом. По объёму работы отнесён к 4 классу.
Через станцию ежедневно проходит 8 пар электропоездов из Александрова на Орехово-Зуево, 3 пары далее на Куровскую, 1 пара до Киржача, а также рельсовый автобус на Иваново (прямой пригородный поезд на линию Северной железной дороги через Бельково, 1 пара в день). Через Карабаново также следуют пассажирские поезда из Москвы на Иваново и Кинешму.

## История
Ранее станция находилась ближе к центру города, по адресу: Вокзальная ул. 9. От неё отходили подъездные пути к местным фабрикам, в том числе на АО «Карабановская текстильная мануфактура». В конце 1990-х — начале 2000-х примыкания подъездных путей были разобраны, боковые пути законсервированы или разобраны, все стрелки демонтированы, фактически образовав перегон. В 2013 году в северной горловине уложен один противошёрстный съезд, фактически образовав путевой пост.
Согласно приказу ФАЖТ 18 ноября 2008 года станция закрыта по всем параграфам и преобразована в остановочный пункт. Код ЕСР сменился с 237204 на 237223 Архивная копия от 29 ноября 2014 на Wayback Machine. Тем не менее, по состоянию на 2012—2016 год станция формально существует по документам, как промежуточная 4 класса.
По состоянию на 2016 год, законсервированы, но не полностью демонтированы боковые пути № 4, 6, на них севернее платформ находятся несколько десятков грузовых вагонов. Примыкание подъездного пути на текстильную мануфактуру демонтировано, но сам путь с насыпью не демонтирован и заброшен.

## Пассажирские устройства
- Платформа № 2 — низкая островная между главными путями, для электропоездов кольца
- Платформа № 1 — низкая боковая у разобранного пути № 3, у поста ЭЦ, не используется.

Несмотря на наличие только одного стрелочного съезда как путевого поста, входные светофоры станции не переносились ближе к нему, поэтому платформы находятся в границах раздельного пункта, в отличие от Лопатино и поста 163 км в Санино на Большом кольце.